# Hermann Vetter
Hermann Vetter (Grossdrebnitz, 9 de juliol de 1859 - 21 de maig de 1928) fou un pianista, compositor i musicògraf alemany.
Estudià al Conservatori de Dresden, del que en fou professor de piano des de 1883, entrant el 1906 a formar part del Comitè de direcció.
A part d'excel·lents edicions de Liszt, Cramer, Duvernoy, Kirchner, etc., va publicar Technische Studien; Elementarstudien, diverses composicions i el tractat Zur Technik des Klavierspiels (1908)